# Крандон (Висконсин)
Крандон (енгл. Crandon) град је у америчкој савезној држави Висконсин.

## Демографија
По попису из 2010. године број становника је 1.920, што је 41 (-2,1%) становника мање него 2000. године.
| Група             | 2000.         | 2010.         |
| Белци             | 1.778 (90,7%) | 1.636 (85,2%) |
| Афроамериканци    | 5 (0,3%)      | 8 (0,4%)      |
| Азијати           | 3 (0,2%)      | 6 (0,3%)      |
| Хиспаноамериканци | 18 (0,9%)     | 40 (2,1%)     |
| Укупно            | 1.961         | 1.920         |